# ألبرتو غونزاليس (لاعب كرة قدم)
ألبرتو غونزاليس (بالإسبانية: Alberto González Cespedosa)‏ هو لاعب كرة قدم إسباني في مركز حراسة المرمى، ولد في 23 يوليو 1996 في قرطبة في إسبانيا. لعب مع Córdoba CF B ‏.

## وصلات خارجية
- ألبرتو غونزاليس على موقع قاعدة بيانات كرة القدم.إي يو (الإنجليزية)
- ألبرتو غونزاليس على موقع Soccerway.com (الإنجليزية)